# The Backrooms

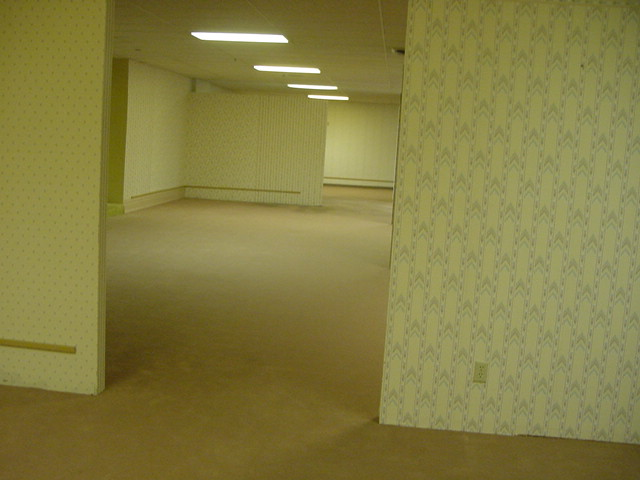
A imagem original das Backrooms postada no 4chan.

The Backrooms é uma lenda urbana e creepypasta denominada como uma parte inacabada do mundo que conta a história de um interminável labirinto de salas de escritório geradas aleatoriamente. É caracterizado pelo cheiro de tapete molhado, paredes com um tom monocromático de amarelo, e lâmpadas fluorescentes zumbindo.
Embora usuários da internet tenham expandido esse conceito após criarem diferentes "níveis" das Backrooms, a versão original veio de um comentário de dois parágrafos no 4chan em um post pedindo por "imagens  perturbadoras", onde um usuário anônimo inventou uma história baseada em uma das fotos. The Backrooms faz referência a várias outras tendências (trends) e mídias de terror, incluindo o Herobrine do Minecraft e o conceito de espaços liminares. O lugar também é caracterizado pelas aparições de "entidades", seres hostis criados por internautas.
Desde sua criação, o conceito de Backrooms se estendeu para várias outras formas de mídia e cultura da internet, incluindo jogos eletrônicos e vídeos do YouTube.

## Origem e descrição
The Backrooms originou-se de um tópico postado no fórum /x/ do 4chan em 12 de maio de 2019, onde um usuário anônimo pediu para outros "postarem imagens perturbadoras que apenas parecessem 'desconfortáveis'." Lá, a primeira foto representando as Backrooms foi postada, apresentando uma imagem levemente inclinada de um corredor de cor amarela. Outro usuário anônimo comentou (anexado à sua própria imagem) a foto com a primeira história sobre a lenda, afirmando que alguém adentra as Backrooms quando "entra no modo noclip em áreas erradas"; este é um termo relacionado a jogos eletrônicos, quando um jogador passa por um limite que de outra forma bloquearia seu caminho.
Após o post do 4chan ganhar fama, diversos internautas escreveram histórias de terror relacionadas as Backrooms. Além disso, muitos memes foram criados e compartilhados através das mídias sociais, popularizando ainda mais a creepypasta. Alguns também afirmaram já ter visto essa imagem em algum lugar antes; na opinião de Manning Patston da Happy Mag, esses comentários foram "existenciais, vazios e aterrorizados." Patston também comentou o uso do termo noclip, interpretando-o como "falhas nas quais as paredes da realidade são derrubadas", como por exemplo, a existência de doppelgängers. Comparando o local com o level design da franquia Resident Evil, Kaitlyn Kubrick da Somag News chamou The Backrooms de "a terrível creepypasta dos sonhos amaldiçoados."
A localização da foto original das Backrooms é desconhecida; embora várias localizações tenham sido sugeridas, também é possível que a imagem seja uma composição gerada em um processo digital. A creepypasta também foi associada com o conceito de kenopsia, cunhado pela primeira vez no Dicionário de Tristezas Obscuras: "a atmosfera misteriosa e desamparada de um lugar que geralmente está cheio de pessoas, mas agora está abandonado e quieto."
Foi publicado um vídeo no YouTube em 19 de julho de 2022 produzido pelo Pedro Alves (canal Pedrocultas) sobre as Backrooms, na qual ele investigou a imagem e encontrou um arquivo JPG com metadados de 12 de Junho de 2002 com informação de câmera e modelo Sony CyberShot. Esses metadados foram confirmados em 2024, descobriu-se que a foto foi originalmente carregada em um site em 2003. Pertencente a um lugar chamado "HobbyTown" em Oshkosh, Wisconsin, agora convertido em um local de corrida de carros controlado por rádio chamado Revolution Racing.

## Níveis
O conceito original das Backrooms foi expandido por internautas, que criaram diferentes "níveis" do local. Apesar de haver milhares de níveis encontrados em Wikis das Backrooms apresentando diferentes fotos e "aulas de segurança", a teoria mais aceita é que há vários níveis diferentes, os três primeiros são:
- Nível 0: o nível representado na foto original, mostrando tudo das características mais conhecidas da creepypasta - carpete mofado, paredes monocromáticas amarelas e lâmpadas fluorescentes zumbindo. Uma das "entidades" criadas pelos usuários para esse nível são os Howlers, descritos como seres humanoides desfigurados que "devem ser evitados a qualquer custo." Outra característica desse nível é a "zona noclip", a qual pode levar alguém de volta a Terra, para o início do nível, ou para uma "nova dimensão" com outros seres hostis.[2]

- Nível 1: um nível alcançado quando alguém escolhe não entrar na zona noclip e, em vez disso, vagueia pelo nível 0 por dias. É mais escuro que o nível 0 e ostenta uma arquitetura industrial, com barulhos mecânicos sendo ouvidos pelo local. O nível parece ser um depósito escuro e sujo com neblina baixa e poças de água ao redor. Ao contrário do nível 0, as lâmpadas fluorescentes piscam com mais frequência, ocasionalmente, apagando-se completamente - "É quando os seres saem". Alguns descreveram o local como para conter gritos distantes.[2]

- Nível 2: um dos níveis mais escuros, contendo uma arquitetura ainda mais industrial. Esse nível aparece como longos túneis de serviço com tubos revestindo as paredes. É descrito como sendo alcançado quando alguém simplesmente vagueia pelo nível 1 por um tempo suficientemente longo, apresenta também uma temperatura muito mais alta do que outros níveis. "Sobreviventes" das Backrooms afirmam que a única maneira de escapar do nível é permanecer calmo, afirmando que "somente quando The Backrooms se tornar sua casa, você poderá partir."[2]

Mas como Backrooms é uma historia comunitária, esses não são os primeiros iniciais níveis da história, são os primeiros níveis criados pela comunidade de uma história e Backrooms, a principal.

## Recepção

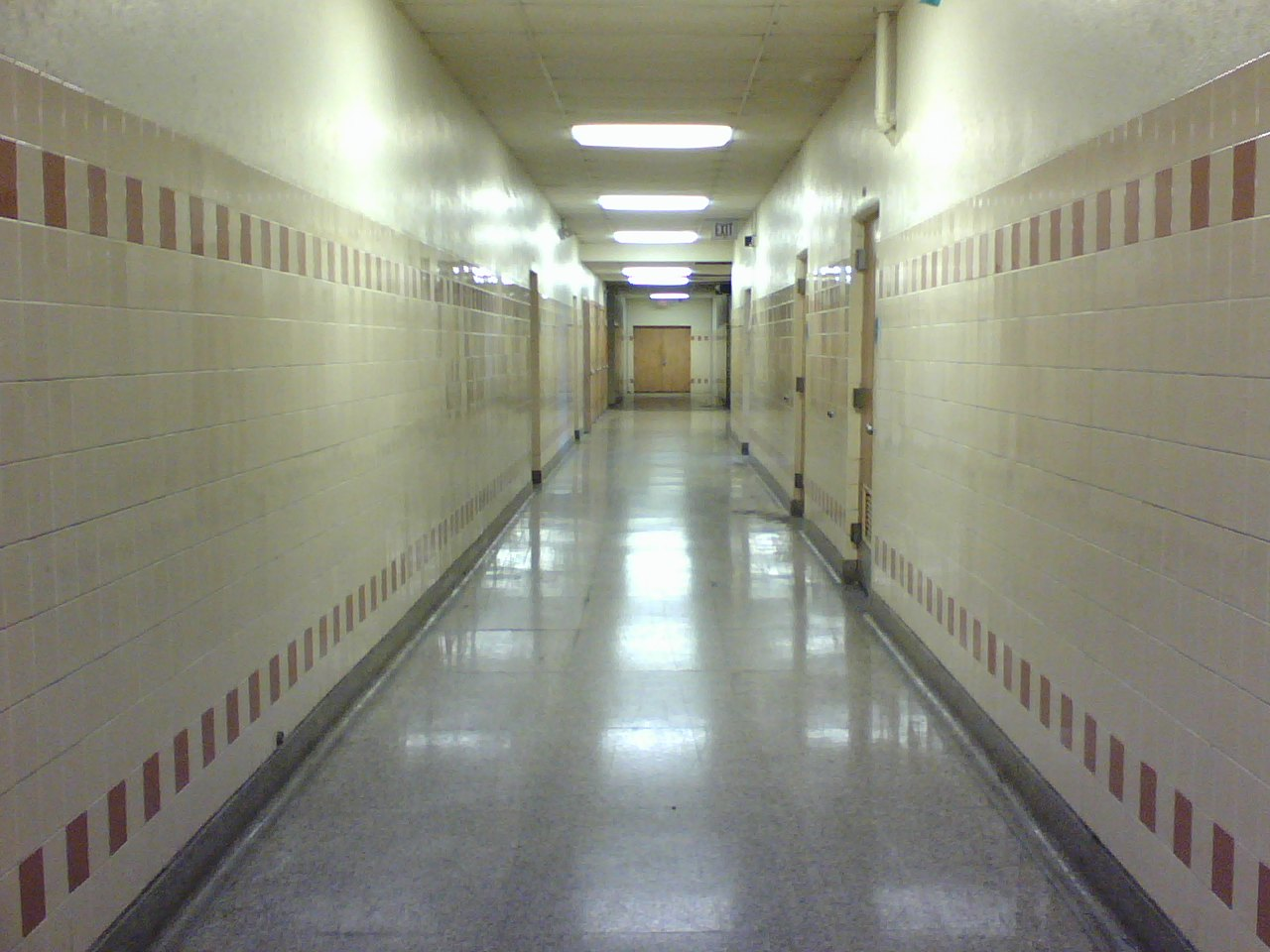
A popularidade das Backrooms inspiraram a tendência de espaços liminares na internet: "imagens de espaços misteriosos e desabitados", como por exemplo, esse corredor de escola vazio.

The Backrooms recebeu elogios de internautas e escritores, os quais comentaram principalmente sobre sua excepcional estranheza. A creepypasta também foi citada como original e mais conhecido exemplo da tendência de espaços liminares na internet, a qual é representada por fotos que evocam "um sentimento de nostalgia, ausência, e incerteza"; a tag #liminalspaces acumulou algo em torno das 100 milhões de visualizações na plataforma de mídia social TikTok. Quando uma mulher chamada Claire Scheulin encontrou um shopping abandonado abaixo de seu Airbnb, internautas compararam as fotos dela com o local apresentado na imagem original das Backrooms.
Patston comparou o local com teorias da conspiração de OVNIs na Área 51, ao trabalho do cineasta Stanley Kubrick The Shining, à lenda urbana do Minecraft Herobrine, e ao filme de 2019 Nós. Suas salas ambíguas também foram notadas como apresentando semelhanças com histórias de terror da Fundação SCP, especialmente SCP-3008 (um ramo da IKEA que contém um espaço interior infinito dentro de uma dimensão de bolso), e para os edifícios vagos de Control (2019). A Dazed chamou The Backrooms de um exemplo de "folclore da internet".

## Impacto e popularidade

### Filme
Em janeiro de 2022, um curta-metragem de terror intitulado The Backrooms (Found Footage) foi publicado no canal do YouTube do então diretor Kane Parsons de 16 anos do canal Kane Pixels. O curta apresenta-se como uma gravação de 1991 de um adolescente que entra acidentalmente no local, fugindo de entidades e adentrando outros níveis. O filme usa tanto imagens live-action quanto renderizações 3D do Blender, além de outras técnicas para criar efeitos como balanço de câmera e filtro VHS. Categorizado por alguns como "terror análogo", o curta recebeu bastante aprovação: a contribuinte Erica Russell da WPST o chamou de "o vídeo mais assustador da internet", enquanto Mary Beth McAndrews da Dread Central o comparou ao jogo Control e que o tinha "assistido 10 vezes."
Alguns ficaram surpresos com o que Parsons fez somente com o que tinha: Jai Alexis do website PopHorror ficou surpreso pela idade do diretor, enquanto o The Awesomer notou que The Backrooms "mostra como criar tensão sem orçamento". Rob Beschizza do Boing Boing levantou a hipótese de que a creepypasta irá eventualmente "terminar em um filme leve, porém sombrio de 2 horas em Hollywood", comparando essa previsão à creepypasta do Slender Man e sua adaptação para filme em 2018. Enquanto descrevia um meme das Backrooms, Tanner Fox da GameRant chamou o curta de "um relógio paralisante que traz um pouco de terror em seu curto período de exibição".
Parsons também publicou outros videos relacionados aos The Backrooms em uma ordem não cronológica, como The Third Test, First Contact, Missing Persons, Informational Video, Autopsy Report, Motion Detected, Prototype, Pitfalls, Report, e Presentation. Eles giram em torno da fictícia Async Foundation tentando alcançar as Backrooms para resolver "todas as necessidades residenciais e de armazenamento atuais e futuras," com Informational Video referindo-se ao local como Project KV31. Há também 2 videos dos Backrooms não listados publicados por Kane, um dos quais faz referência ao terremoto de Loma Prieta em 1989. A creepypasta e a série de filmes foram uma das principais influências para a série da Apple TV+ Severance.

### Jogos eletrônicos
Em 12 de fevereiro de 2022, um usuário do Reddit exibiu um mapa de Minecraft baseado no conceito das Backrooms. O mod ainda está em desenvolvimento, com Thomas McNulty da Screen Rant afirmando também que "entidades" irão estar presentes no mapa.
The Backrooms também serviu de base para um jogo de terror de mesmo nome, lançado em 2019 pelo estúdio de jogos indie Pie on a Plate Productions. Foi elogiado pela sua forma de terror, com o escritor da Bloody Disgusting Michael L Sandal comparando-o com as obras da escritora Charlotte Perkins Gilman. O autor Sigma Klim do Guru Gamer sentiu que o jogo é algo único no meio de o que ele chamou de "motivos clichês e usados em excesso" da maioria do conteúdo de terror, comparando com o jogo de 2004 Yume Nikki, enquanto a PCMag listou como "menção honrosa" entre o ranking de "melhores jogos gratuitos da Steam" devido a sua "angustiante" e "enlouquecedora" atmosfera, "apesar de ser um título incrivelmente curto."
Outros jogos lançados baseados no The Backrooms incluem The Backrooms Simulator e Enter the Backrooms, lançados em 2019 e 2021 respectivamente.